# Bill Gadolo
Pas d'image ? Cliquez ici

a Compétitions nationales et continentales officielles uniquement.

b Matchs officiels uniquement.
Dernière mise à jour le 7 mars 2023.
Viliame Titoko Gadolo, plus connu comme Bill Gadolo, est né le 1er mai 1977. C’est un joueur de rugby à XV, qui joue avec l'équipe des Fidji évoluant au poste de talonneur (1,77 m pour 106 kg).

## Carrière

### En club
- Suva Highlanders 2007 (Colonial Cup)  Fidji
- Fiji Barbarians 2007 (Pacific Rugby Cup)  Fidji

Il joue une saison en Allemagne avec le SC 1880 Frankfurt en 2007-2008, remportant au passage le championnat national.

### En équipe nationale
Gadolo a eu sa première cape internationale le 20 mai 2000, à l’occasion d’un match contre l'équipe du Japon.
Il dispute la Coupe du monde de 2003 (1 match, 0 comme titulaire).
Il est retenu dans le groupe de trente joueurs pour la Coupe du monde 2007 (1 match, 0 comme titulaire).

## Palmarès
Bill Gadolo compte 20 sélections avec l'équipe des Fidji, inscrivant un essai. Il obtient une sélection en 2000, deux en 2002, cinq en 2003, neuf en 2005 et trois en 2007.
Il dispute deux rencontres en Coupe du monde, en 2003 contre le Japon et en 2007 contre l'Afrique du Sud.